# Antapistis mixtalis
Antapistis mixtalis là một loài bướm đêm trong họ Noctuidae.